# Kanton Poissy
Kanton Poissy is een kanton van het Franse departement Yvelines. Het kanton maakt deel uit van het arrondissement Saint-Germain-en-Laye. 
Het werd opgericht bij decreet van 21 februari 2014 met uitwerking op 22 maart 2015.

## Gemeenten
Het kanton omvat de gemeenten:
- Achères
- Carrières-sous-Poissy
- Poissy